# 长柄雪山报春
长柄雪山报春（学名：Primula longipetiolata）为报春花科报春花属下的一个种。

## 扩展阅读
- 維基物種上的相關：长柄雪山报春